# Ion Manolescu (actor)
Ion Manolescu (n. 17 februarie 1881, Breaza, România – d. 27 decembrie 1959) a fost un actor român de teatru și film. 

## Biografie
A urmat cursurile liceului din Ploiești fiind poreclit „Grecul”, pentru faptul că reușea să imite grecii și romii. Era „actorul” liceului însă, pentru că „învățătura și dragostea pentru teatru nu se prea puteau împăca”, a rămas repetent de două ori în clasa a cincea, după care a fost dat afară din liceu. Cu ajutorul Mariei Capsali și-a finalizat studiile liceale la liceul din Bitolia (Monastir) din Republica Macedonia. Acolo, împreună cu colegul lui, Marcu Beza a înființat Societatea literară „Dimitrie Bolintineanu” în cadrul căreia se organizau festivaluri, se jucau diferite piese de teatru (aproape întreg repertoriul lui Moliere). Pentru o perioadă, a fost funcționar la Societatea Electrica din cauza refuzului său de a urma Dreptul, dorința tatălui său, în timp ce el își dorea să urmeze Conservatorul. După două luni, fuge și se înscrie la Conservator, clasa Constantin I. Nottara.
A debutat în 1905. A jucat la Teatrul Național din București, în Compania Davila, la Teatrul de Comedie, la Teatrul Municipal din București etc.
În 1919 a înființat și a condus primul sindicat al artiștilor din România. A fost directorul Teatrului Liga Culturală, profesor la Academia regală de muzică și artă dramatică, primar la Breaza. A ocupat și funcția de inspector general al teatrelor.

## Premii și Distincții
Prin Decretul nr. 43 din 23 ianuarie 1953 al Prezidiului Marii Adunări Naționale a Republicii Populare Romîne, actorului Ion Manolescu i s-a acordat titlul de Artist al Poporului din Republica Populară Romînă „pentru merite deosebite, pentru realizări valoroase în artă și pentru activitate merituoasă”. A fost, de asemenea, laureat al Premiului de Stat (ante 1955).
A decedat în 1959 și a fost înmormântat în Cimitirul Bellu.
În 1962 i-a apărut volumul de „Amintiri”.

## Roluri memorabile
- Strigoii: Hamlet, Oswald
- Cadavrul viu: Fedia
- Năpasta: Ion
- Moartea civilă: Conrado
- Strimberg: Tatăl
- Suflete tari: Matei Boiu
- Regele Lear: Glocester
- Azilul de noapte: Satin
- Frații Karamazov: Ivan
- Anna Karenina: Karenin
- Gândul: Kersenter
- Heidelbergul de altădată: Dl. Junter
- Nora: Dr. Rang
- Cei din urmă: Kolomitev
- Fiul meu: Colonelul
- Sărutul în fața oglinzii: Avocatul
- Manasse: Manasse

## Distincții
- Steaua României clasa I în grad de Cavaler
- Ordinul francez în grad de Comandor
- Laureat al Premiului de Stat
- Ordinul Meritul Cultural, în gradul de Cavaler clasa I, pentru teatru (1 februarie 1943)[6]
- Ordinul Muncii clasa I (16 februarie 1951)[7]
- titlul de Artist Emerit al Republicii Populare Române (28 aprilie 1951)[8]
- Medalia „A cincea aniversare a Republicii Populare Române” (24 decembrie 1952) „pentru lupta și munca duse în vederea făuririi, consolidării și prosperării Republicii Populare Române”[9]
- titlul de Artist al Poporului din Republica Populară Română (23 ianuarie 1953) „pentru merite deosebite, pentru realizări valoroase în artă și pentru activitate merituoasă”[10]